# Pailhe
Pour les articles homonymes, voir Pailhe (homonymie).
Pailhe [paj] (en wallon Påye) est une section de la commune belge de Clavier située en Région wallonne dans la province de Liège. C'était une commune à part entière avant la fusion des communes de 1977.

## Toponymie
La section de Pailhe compte les villages et les hameaux suivantes: Pailhe, Le Roua, Saint-Fontaine et Saint-Lambert. Le village est traversé par le ruisseau d'Ossogne appelé localement ruisseau de Pailhe.

## Démographie
- Sources:INS, Rem:1831 jusqu'en 1970=recensements, 1976= nombre d'habitants au 31 décembre